# Флаг муниципального округа Лосиноостровский
Флаг муниципального округа Лосиноостро́вский в Северо-Восточном административном округе города Москвы Российской Федерации — опознавательно-правовой знак, служащий официальным символом муниципального образования.
Первоначально данный флаг был утверждён 9 марта 2004 года как флаг муниципального образования Лосиноостровское.
Законом города Москвы от 11 апреля 2012 года № 11, муниципальное образование Лосиноостровское было преобразовано в муниципальный округ Лосиноостровский.
Решением Совета депутатов муниципального округа Лосиноостровский от 26 сентября 2018 года № 10/6-СД данный флаг был утверждён официальным символом муниципального округа Лосиноостровский.
Флаг внесён в Государственный геральдический регистр Российской Федерации с присвоением регистрационного номера 12026.

## Описание
Описание флага, утверждённое 9 марта 2004 года, гласило:
«Флаг муниципального образования Лосиноостровское представляет собой двустороннее, прямоугольное полотнище с соотношением сторон 2:3.
Полотнище разделено диагонально из верхнего угла, прилегающего к древку, на верхнюю голубую и нижнюю зелёную части.
В зелёной части помещено изображение трёх белых силуэтов деревьев. Габаритные размеры изображения составляют 1/4 длины и 1/2 ширины полотнища. Центр изображения находится на расстоянии 1/3 длины полотнища от бокового края полотнища, прилегающего к древку и на расстоянии 3/8 ширины полотнища от его нижнего края.
Между изображением силуэтов деревьев и боковым краем полотнища, противоположным древку, помещено изображение жёлтого, полуобращённого к древку, оглядывающегося лося. Габаритные размеры изображения составляют 5/12 длины и 3/4 ширины полотнища. Центр изображения находится на расстоянии 5/12 длины полотнища от бокового края полотнища, противоположного древку и равноудалён от верхнего и нижнего края полотнища».
Описание флага, утверждённое 26 сентября 2018 года, гласит:
«Прямоугольное двухстороннее полотнище с отношением ширины к длине 2:3, воспроизводящее фигуры из герба муниципального округа Лосиноостровский, выполненные зелёным, синим, жёлтым и белым цветом».
Геральдическое описание герба муниципального округа Лосиноостровский гласит:
«В скошенном лазоревом и зелёном поле — справа в зелени три серебряных отвлеченно растущих дерева: сосна между менее высокими березой и елью; слева поверх деления — стоящий прямо и обернувшийся влево лось».

## Обоснование символики
Жёлтый лось символизирует название муниципального образования, а также две расположенные на его территории железнодорожные станции Ярославского направления — Лось и Лосиноостровская.
Название местности связано с соседними заповедными землями, издавна именовавшимися Лосиным Островом.
Белые силуэты деревьев — украшение, богатство и «лёгкие» Москвы, символизируют одну из самых зелёных территорий Москвы, на которой нет крупных промышленных предприятий. На улицах и в скверах муниципального образования растут хвойные и лиственные породы деревьев.
Примененные во флаге цвета символизируют:
— зелёный цвет — символ весны, природы, надежды, роста, здоровья;
— синий цвет — символ возвышенных устремлений, преданности, мира;
— жёлтый цвет (золото) — символ высшей ценности, величия, богатства, урожая;
— белый цвет (серебро) — символ чистоты, открытости, божественной мудрости, примирения.